# Škoda 31E
Škoda 31E (seria 181 ČD i ŽSR, seria E669.1 ČSD, oznaczenie polskie ET23) – seria towarowych normalnotorowych lokomotyw elektrycznych, wyprodukowanych w latach 1963–1965 przez zakłady Škoda w Pilźnie w Czechosłowacji. Lokomotywy tego typu są eksploatowane w Czechach i na Słowacji, a także przez prywatnych przewoźników w Polsce.

## Konstrukcja
Konstrukcja lokomotyw elektrycznych serii E669.1 była wzorowana na lokomotywie E669.002 wyprodukowanej w 1958 roku. Maszyny serii E669.1 powstały z myślą wyłącznie o ruchu towarowym i dlatego m.in. zaprojektowano je podobnie jak dwa wcześniejsze prototypowe egzemplarze serii E669.0 jako sześcioosiowe. Konstrukcja seryjna opierała się na dwóch podtypach: 31E1 (E669.101 – 180, 1961–1962 rok) i 31E2 (E669.181 – 1150, 1962 rok). Zestawy kołowe 2 i 5 osi są ścięte o 15 mm, aby zapewnić lepsze wpisywanie się w ciasne łuki. Lokomotywy pierwszej serii posiadały silniki 1 AD 4346 GT o mocy 435 kW każdy. Druga seria otrzymała silniki trakcyjne o mocy 465 kW każdy. Moment obrotowy przenoszony jest na oś za pomocą obustronnych kół zębatych. Lokomotywy E669.1 posiadają 3 układy w nastawniku jazdy po 21, 12 i 9 pozycji oraz pomiędzy nimi po 3 pozycje bocznikowania. Rozruch lokomotywy jest oporowy. Maszyny serii E669.1 wyposażono tylko w dwoje drzwi do kabin maszynisty, pneumatyczny samoczynny hamulec systemu DAKO oraz hamulec ręczny, a także zabudowane żaluzje na krawędziach dachu.

## Eksploatacja
W Czechosłowacji lokomotywy te były zatrudniane w ciężkim ruchu towarowym. Po podziale na Czechy i Słowację seria 181 została na Słowacji wycofana z ruchu. Maszyna 181.001-9 zachowana jest jako zabytkowa. Lokomotywy tej serii dość często można było zobaczyć na stacji PKP w Chałupkach.

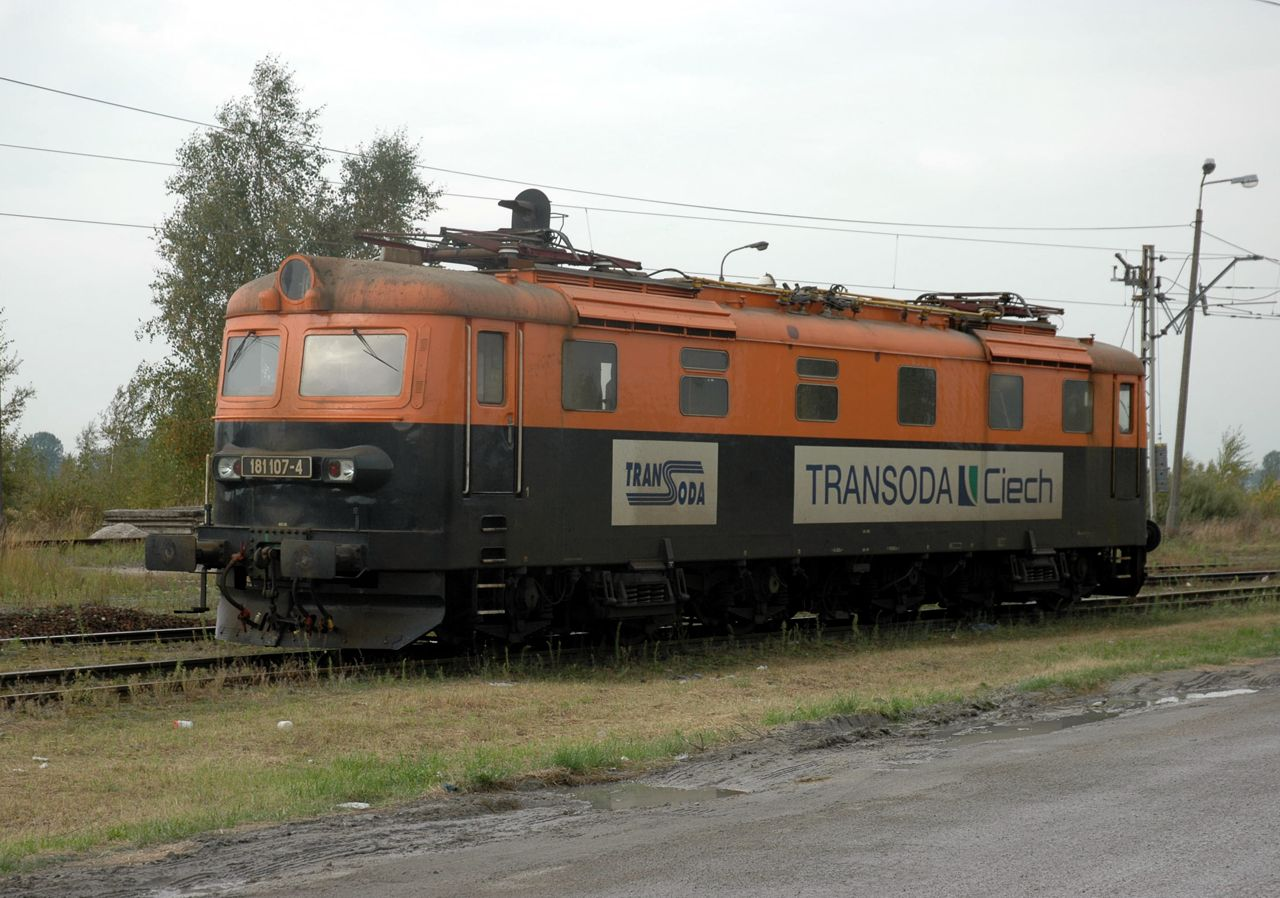
Lokomotywa 181 107 w malowaniu Transoda
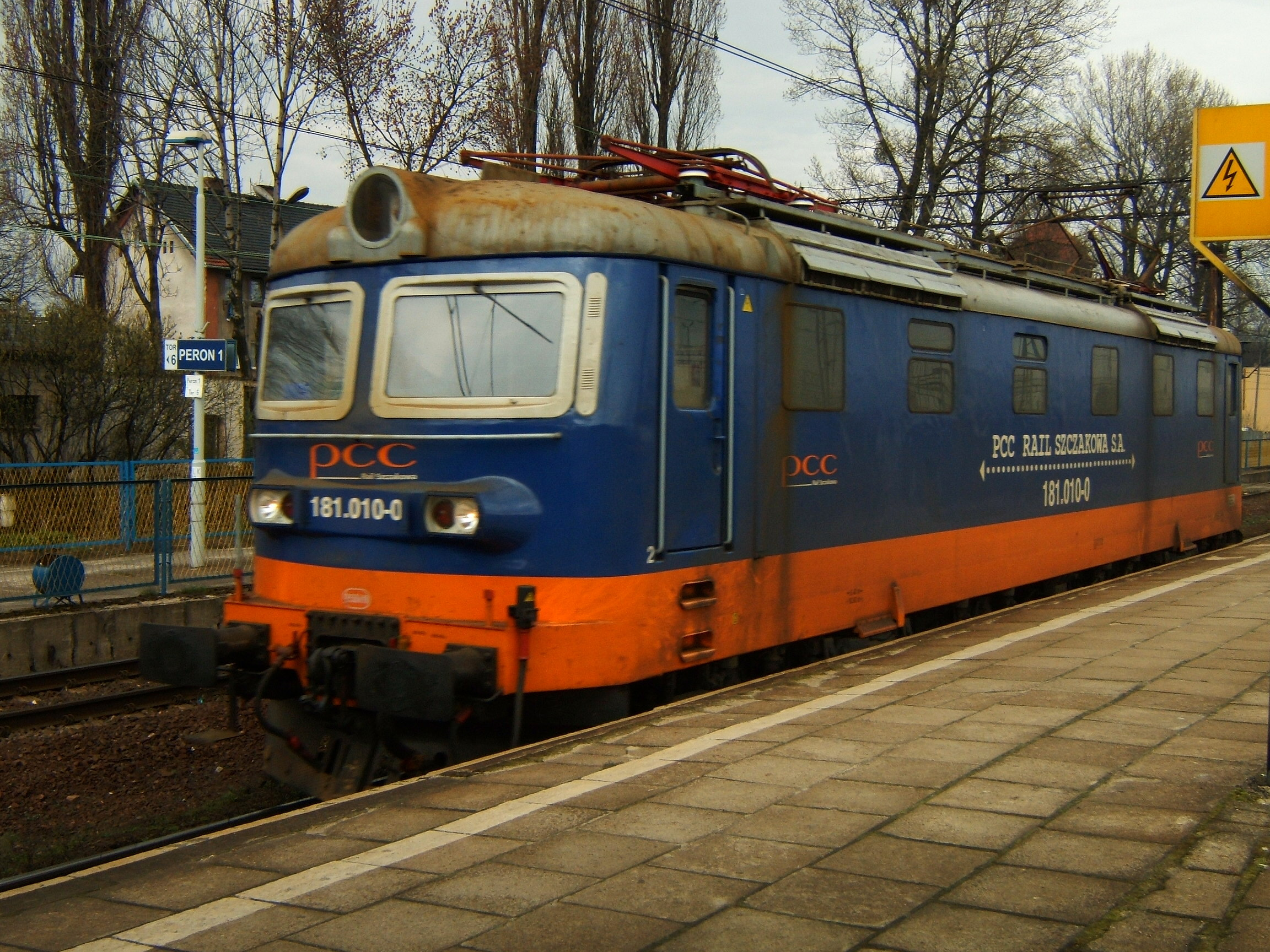
Lokomotywa 181 010-0 PCC Rail w Tarnowskich Górach
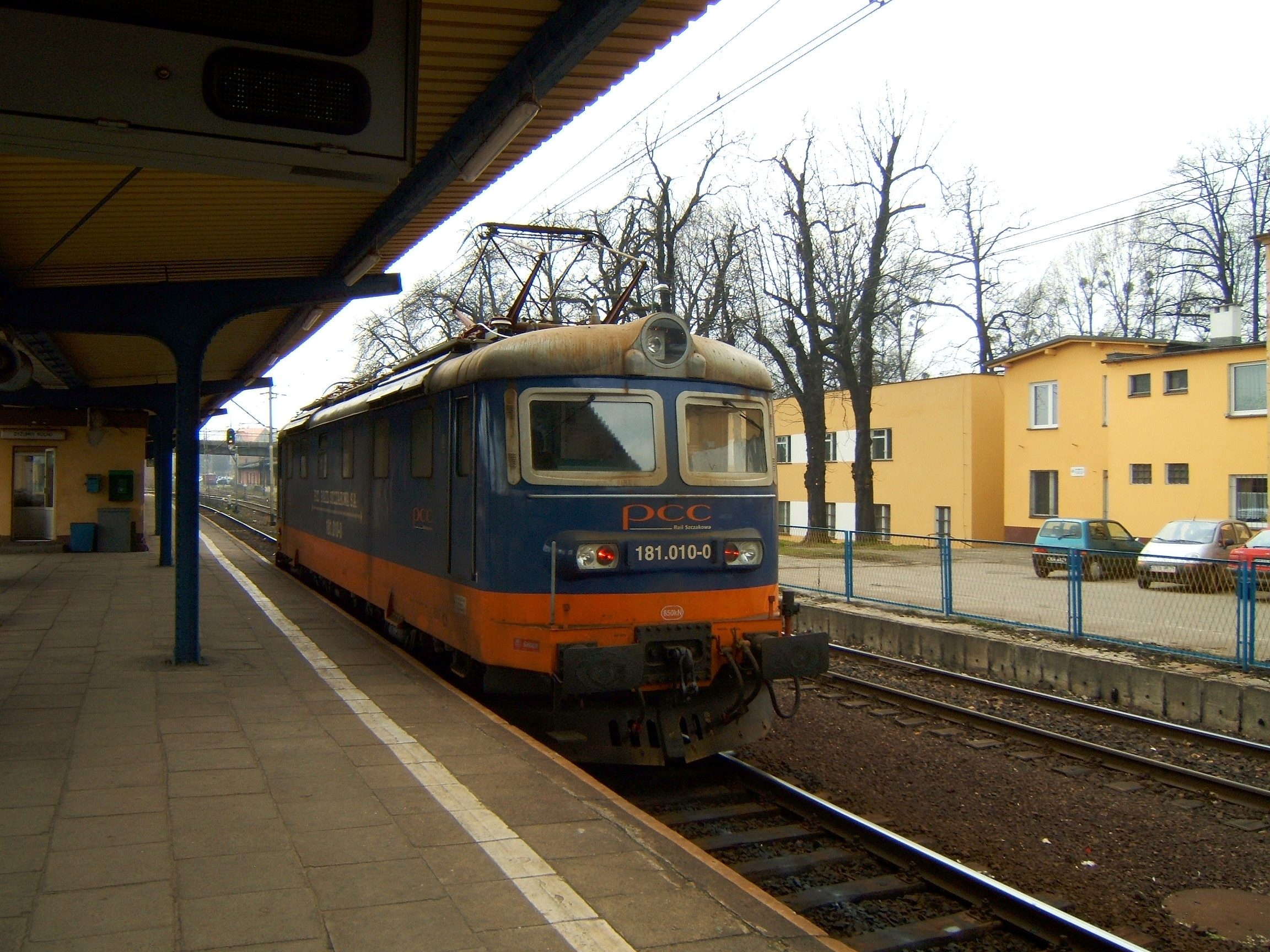
Lokomotywa 181 010-0 PCC Rail w Tarnowskich Górach
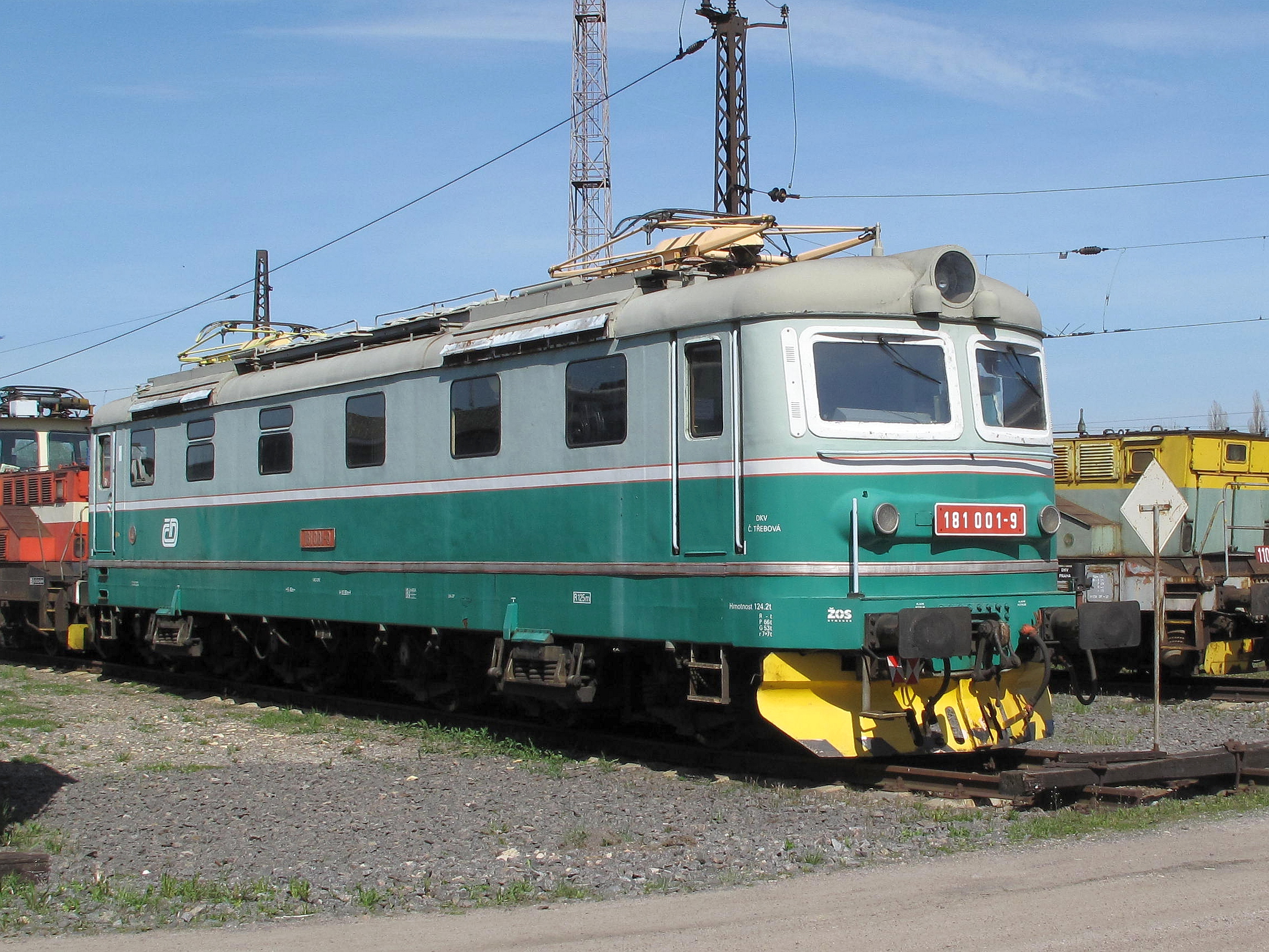
181 001 jako eksponat w České Třebové
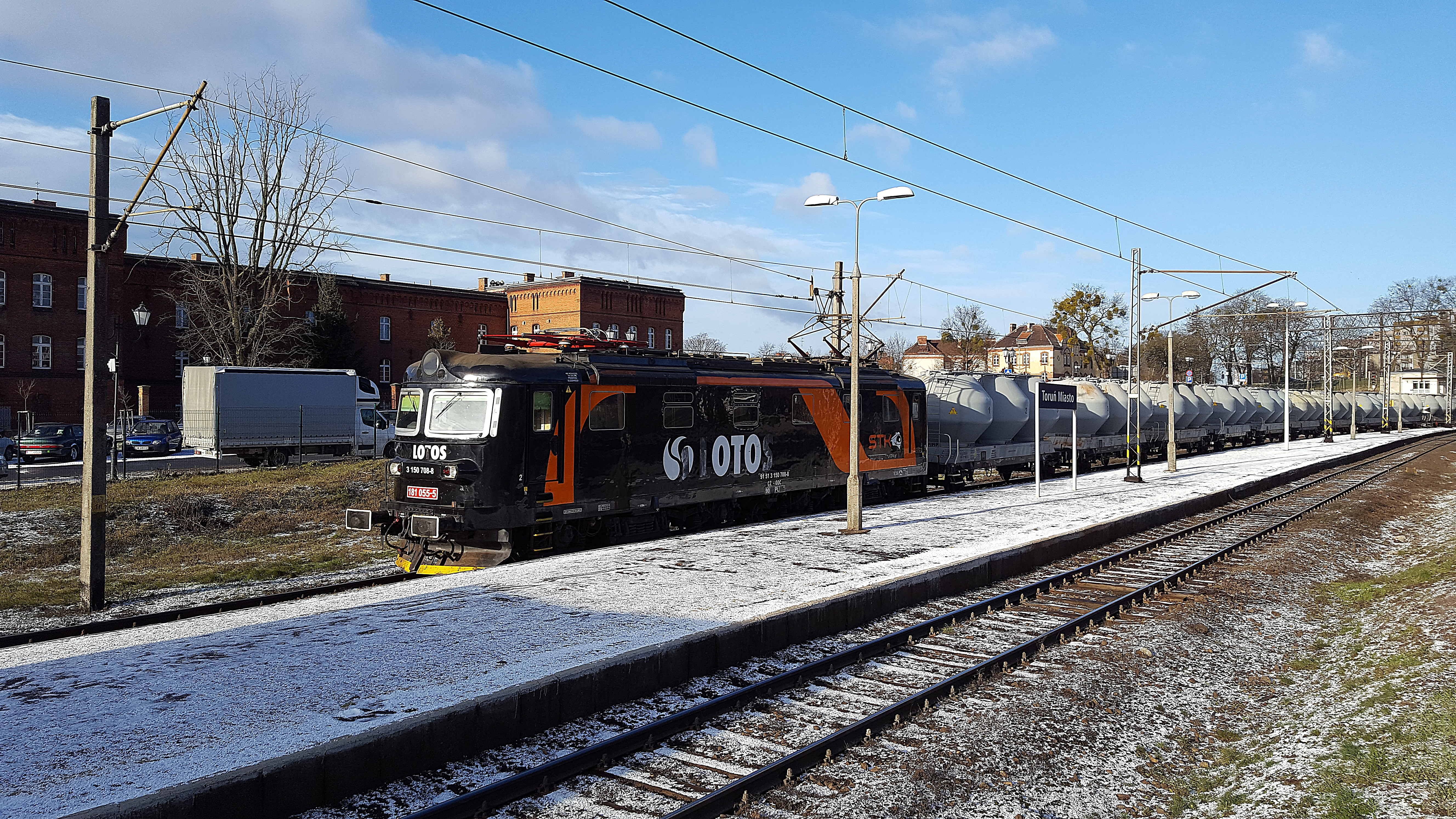
Skoda 31E przejeżdża przez stację Toruń Miasto
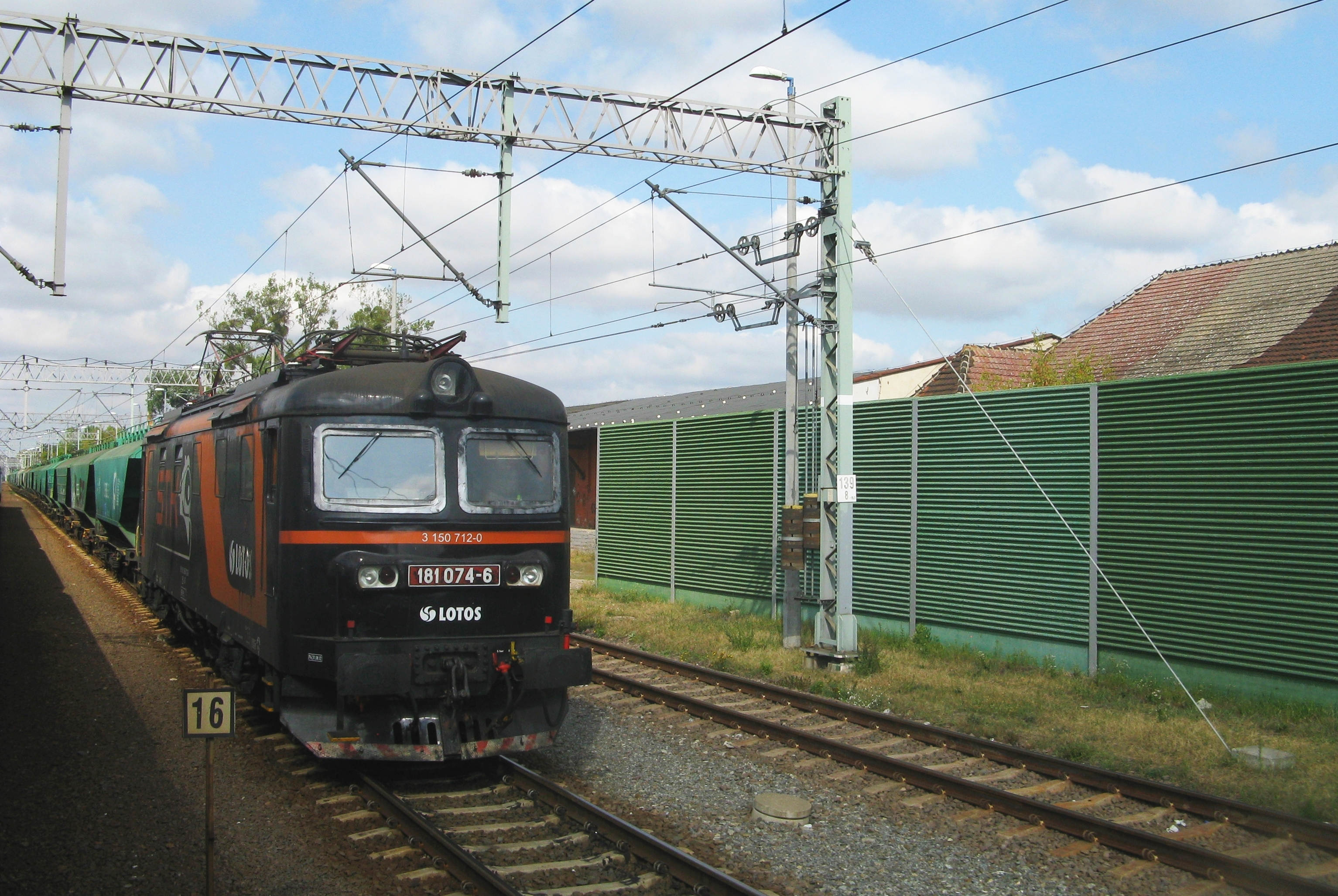
Skoda 31E w malowaniu Lotos Kolej w Brzegu